# خوزه آگریپینو بارنت

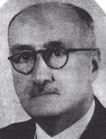
خوزه آگریپینو بارنت

خوزه آگریپینو بارنت یه‌ویناخیراس (۲۳ ژوئن ۱۸۶۴–۱۸ سپتامبر ۱۹۴۵) سیاستمدار و دیپلمات کوبایی بود که بعنوان رئیس جمهور موقت کوبا از ۱۱ دسامبر ۱۹۳۵ تا ۲۰ می ۱۹۳۶ فعالیت می‌کرد. او هفتمین رئیس جمهور موقت پس از سقوط جراردو ماچادو بود.
بارنت در اسپانیا بدنیا آمد ولی والدین وی متولد کوبا بودند. وی در دانشگاه هاوانا در رشتهٔ حقوق فارغ‌التحصیل شد. در سال ۱۸۸۷ او به پاریس رفت و تا برپایی جمهوری کوبا در سال ۱۹۰۲ در همان‌جا ماند. وی بعنوان کنسول کوبا در پاریس مشغول به کار شد تا اینکه در سال ۱۹۰۸ به لیورپول انگلیس منتقل شد. وی در رتردام و هامبورگ نیز به عنوان کنسول کوبا فعالیت داشته‌است و فعالیت‌هایی در ژاپن، برزیل، آلمان، و سوئیس داشته‌است.
وی با مارسلا کلرد ازدواج کرد که از آنها دختری به نام جرجینا مارسل یه کلرد باقی ماند.